# برده‌داری در روم باستان

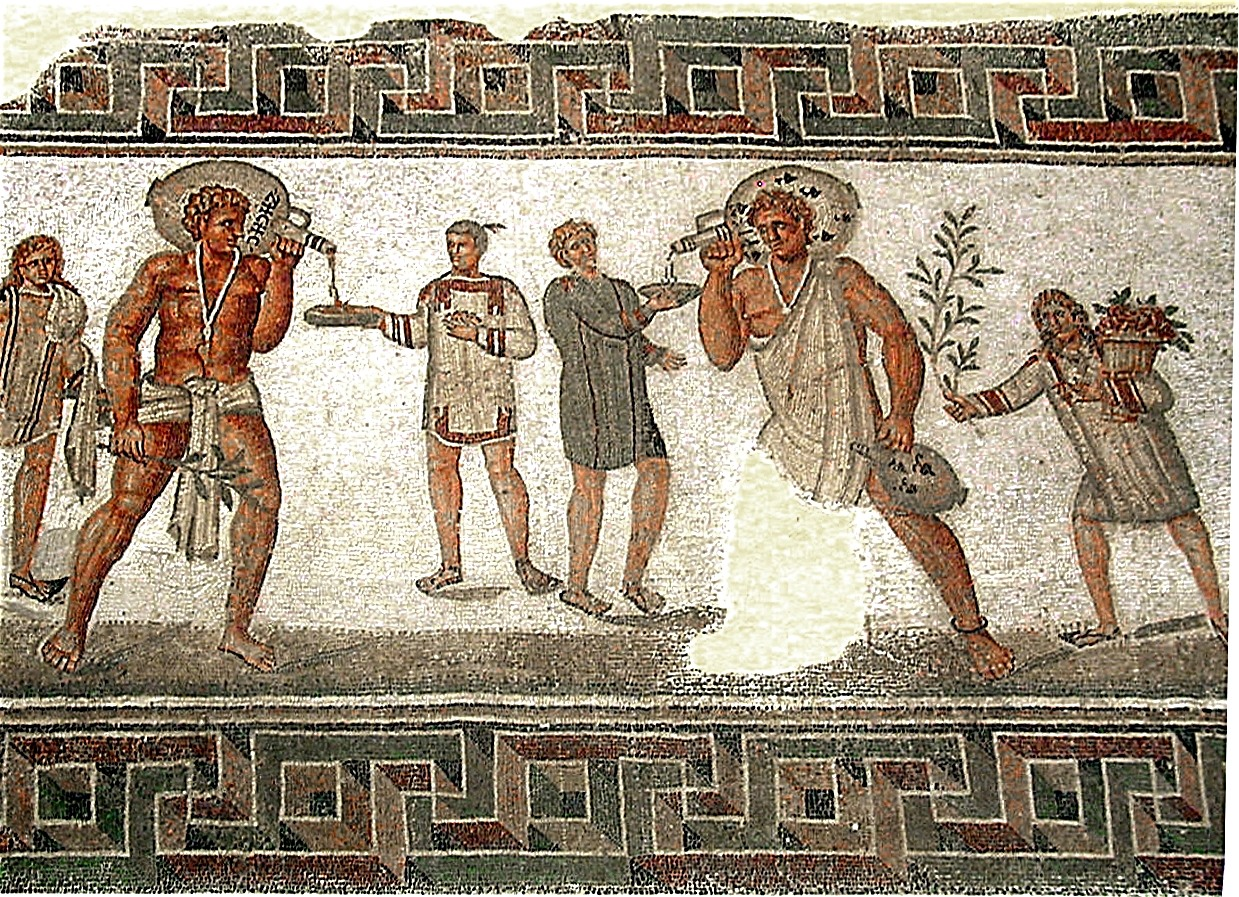
موزاییک رومی از داگا، تونس (سده دوم میلادی): دو برده که کوزه‌های می را می‌برند، رخت ساده و یک طلسم در برابر چشم بد روی گردنبند پوشیده. پسر برده در دست چپ آب و حوله و در دست راست یک شاخه و یک سبد گل با خود می‌برد.

برده‌داری در روم باستان جایگاهی برجسته در جامعه و اقتصاد داشت. برده‌ها افزون بر کارِ دستی، بسیاری از خدمات خانگی را انجام می‌دادند و احتمالا در کارهای با چیره‌دستی بالا نیز به کار گرفته می‌شدند.
حسابداران و پزشکان بیشتر برده‌بودند. برده‌های یونانی به ویژه ممکن است تحصیلات عالی می‌داشتند. برده‌های ساده یا کسانی که بردگی کیفرشان بوده، در کشتزارها، معادن و کارخانه‌ها کار می‌کردند.
برده‌ها برپایهٔ قوانین روم «دارائی» شمرده می‌شدند و هیچ شخصیت حقوقی‌ای نداشتند. بیشتر برده‌ها هیچ‌گاه آزاد نمی‌شدند. وارونِ شهروندان رومی، بردگان می‌توانستند با کیفر بدنی، بهره‌کشی جنسی (روسپی‌ها بیشتر برده بودند)، شکنجه و اعدام خودسرانه رویارو شوند.
یکی از کاربردهای اصلی بردگان، بکارگیری‌شان در گسترش نظامی روم در دوران جمهوری بود.
به کارگیری سربازان دشمن پیشین به عنوان برده شاید به ناچار به یک سری شورش‌های مسلحانهٔ گروهی می‌انجامید از جمله جنگ‌های سرولی، که واپسین آنها از سوی اسپارتاکوس رهبری شد.
در دوران پکس رومانا در سده‌های نخستین امپراتوری روم (سده‌های ۱ تا ۲ پس از میلاد)، بر پاسداری از آرامش پافشاری می‌شد و نبود گشایش‌های سرزمینی تازه، خط قاچاق انسان را خشک کرد. پس برای حفظ نیروی کار، تنگناهای قانونی بیشتری برای پیش‌گیری از آزادی بردگان وضع شد. برده‌هایی که می‌گریختند دستگیر و بازگردانده می‌شدند (بیشتر برای پاداش).
نمونه‌های فراوانی نیز بود که مردم تنگ‌دست در هنگام سختی فرزندان خود را به عنوان برده به همسایگان توانگرتر می‌فروختند..